# Лецзяоми
Лецзяоми, также известный как Елжау-би, Лэйгяом (178—104 до н. э.) — гуньмо древних уйсуней. 
Сведения о Лецзяоми имеются в записках китайского дипломата Жан Чияна и в древних легендах. Отец Лецзяоми Дау би погиб в борьбе за власть. Его знатный родственник Боже (бажа - свояк) (Бужю)-ябгу тайно вывез из ставки новорожденного Лецзяоми и доставил к шаньюю хуннов. Согласно легенде, беззащитного ребёнка вскормила волчица (в других вариантах собака, барс, гепард). Лецзяомивоспитывался в хуннской ставке, вместе с хуннским шаньюм участвовал в военных походах. Был избран гуньмо уйсуней. В 160 до н. э. в сражении с племенами юэчжей в районе реки Иле войска Лецзяоми одержало крупную победу. При Лецзяоми (138 до н. э.) объединение уйсуней сложилось в крупное государство. Численность его населения составила 120 тыс. семей, около 630 тыс. человек. Правитель государства располагал войском в 188 800 человек. Уйсуньское государство поддерживало дипломатическое отношения с Китаем. Китайский император, выдав дочь за уйсуньского гуньмо, установил с ним союз.